# Старые Головчицы (Петриковский район)
Старые Головчицы (бел. Старыя Галоўчыцы) — деревня в Новосёлковском сельсовете Петриковского района Гомельской области Беларуси.
На востоке граничит с лесом.

## География

### Расположение
В 53 км на север от Петрикова, 42 км от железнодорожной станции Муляровка (на линии Лунинец — Калинковичи), 204 км от Гомеля.

### Гидрография
На западе сеть мелиоративных каналов.

## Транспортная сеть
Транспортные связи по просёлочной, затем автомобильной дороге Комаровичи — Копаткевичи. Планировка состоит из прямолинейной широтной улицы. На западе — небольшой обособленный участок застройки. Жилые дома деревянные, усадебного типа.

## История
По письменным источникам известна с XVIII века как деревня Головчицы в Мозырском повете Минского воеводства Великого княжества Литовского. После 2-го раздела Речи Посполитой (1793 год) в составе Российской империи. Деревня быстро росла. В 1908 году в Комаровичской волости Мозырского уезда Минской губернии. В 1910 году открыта школа, которая размещалась в наёмном крестьянском доме.
В 1930 году организован колхоз. Во время Великой Отечественной войны партизаны разгромили опорный пункт, созданный оккупантами в деревне. 62 жителя погибли на фронте. Согласно переписи 1959 года в составе совхоза «Новосёлки» (центр — деревня Новосёлки).

## Население
- 1908 год — 114 дворов, 704 жителя.
- 1959 год — 416 жителей (согласно переписи).
- 2004 год — 60 хозяйств, 105 жителей.

## Известные уроженцы
- Маринич Михаил Афанасьевич (1940—2014) — белорусский государственный деятель.